# Paruroctonus conclusus
Espèce
Paruroctonus conclusus est une espèce de scorpions de la famille des Vaejovidae.

## Distribution
Cette espèce est endémique de Californie aux États-Unis. Elle se rencontre dans le comté de Kern vers le lac Koehn.

## Habitat
Cette espèce se rencontre dans un bassin salé.

## Description
Le mâle holotype mesure 43,29 mm, les mâles mesurent de 36,87 à 43,29 mm et les femelles de 41,09 à 43,68 mm.

## Publication originale
- Jain, Forbes & Esposito, 2022 : « Two new alkali-sink specialist species of Paruroctonus Werner 1934 (Scorpiones, Vaejovidae) from central California. » ZooKeys, no 1117, p. 139-188 (texte intégral).